# Distrito histórico de Wall Street
El Distrito histórico de Wall Street  es un distrito ubicado en Nueva York, Nueva York. El Distrito histórico de Wall Street se encuentra inscrito como un Distrito Histórico en el Registro Nacional de Lugares Históricos desde el 20 de febrero de 2007.  

## Ubicación
El Distrito histórico de Wall Street se encuentra dentro del condado de Nueva York en las coordenadas 40°42′23″N 74°00′40″O / 40.706511, -74.011003.